# كولومبوس (مسيسيبي)
كولومبوس (بالإنجليزية: Columbus, Mississippi)‏ هي مدينة تقع في الولايات المتحدة في Lowndes County. يقدر عدد سكانها بـ 23,798 نسمة ومساحتها 57.8 كم2 وترتفع عن سطح البحر 66 متر.

## التركيبة السكانية
حدّد مكتب تعداد الولايات المتحدة بيانات التركيبة السكانية لكولومبوس في تعداد الولايات المتحدة. في ما يلي، التركيبة السكانية حسب تعدادي 2000 و2010.

### تعداد عام 2000
بلغ عدد سكان كولومبوس 25,944 نسمة بحسب تعداد عام 2000، وبلغ عدد الأسر 10,062 أسرة وعدد العائلات 6,420 عائلة مقيمة في المدينة. في حين سجلت الكثافة السكانية 387.1 نسمة لكل كيلومتر مربع (1,002.6/ميل2). وبلغ عدد الوحدات السكنية 11,112 وحدة بمتوسط كثافة قدره 165.8 لكل كيلومتر مربع (429.4/ميل2).
وتوزع التركيب العرقي للمدينة بنسبة 43.62% من البيض و54.41% من الأمريكيين الأفارقة و0.10% من الأمريكيين الأصليين و0.56% من الأمريكيين ذوي الأصول الآسيوية و0.01% من سكان جزر المحيط الهادئ و0.51% من الأعراق الأخرى و0.79% من عرقين مختلطين أو أكثر و1.13% من الهسبانيون أو اللاتينيون من أي عرق.
بلغ عدد الأسر 10,062 أسرة كانت نسبة 34.8% منها لديها أطفال تحت سن الثامنة عشر تعيش معهم، وبلغت نسبة الأزواج القاطنين مع بعضهم البعض 38% من أصل المجموع الكلي للأسر، ونسبة 21.7% من الأسر كان لديها معيلات من الإناث دون وجود شريك،  بينما كانت نسبة 4% من الأسر لديها معيلون من الذكور دون وجود شريكة وكانت نسبة 36.2% من غير العائلات. تألفت نسبة 31.3% من أصل جميع الأسر من عدة أفراد يعيشون في نفس المنزل ونسبة 12.2% كانت تتألف من شخص يعيش بمفرده يبلغ من العمر 65 عاماً أو أكثر. وبلغ متوسط حجم الأسرة المعيشية 2.42، أما متوسط حجم العائلات فبلغ 3.07.
بلغ العمر الوسطي للسكان 33.8 عاماً. وكانت نسبة 25.5% من القاطنين تحت سن الثامنة عشر، وكانت نسبة 9.4% بين الثامنة عشر والرابعة والعشرين عاماً، ونسبة 25.9% كانت واقعةً في الفئة العمرية ما بين الخامسة والعشرين والرابعة والأربعين عاماً، ونسبة 19.6% كانت ما بين الخامسة والأربعين والرابعة والستين، ونسبة 13.4% كانت ضمن فئة الخامسة والستين عاماً فما فوق. يوجد لكل 100 أنثى 86.6 ذكر، ويوجد لكل 100 أنثى في الثامنة عشر من عمرها فما فوق 79.9 ذكر.
بلغ متوسط دخل الأسرة في المدينة 27,393 دولارًا، أما متوسط دخل العائلة فبلغ 32,596 دولارًا. وكان متوسط دخل الذكور 30,773 دولارًا مقابل 20,182 دولارًا للإناث. وسجل دخل الفرد الخاص بالمدينة 16,848 دولارًا. وكانت نسبة 21% من العائلات ونسبة 25.7% من السكان تحت خط الفقر، وكان من هؤلاء نسبة 41% تحت سن الثامنة عشر ونسبة 14.9% في الخامسة والستين من العمر وما فوق.

### تعداد عام 2010
بلغ عدد سكان كولومبوس 23,640 نسمة بحسب تعداد عام 2010، وبلغ عدد الأسر 9,615 أسرة وعدد العائلات 5,768 عائلة مقيمة في المدينة. في حين سجلت الكثافة السكانية 352.7 نسمة لكل كيلومتر مربع (913.5/ميل2). وبلغ عدد الوحدات السكنية 10,943 وحدة بمتوسط كثافة قدره 163.3 لكل كيلومتر مربع (422.9/ميل2).
وتوزع التركيب العرقي للمدينة بنسبة 37.40% من البيض و60.01% من الأمريكيين الأفارقة و0.18% من الأمريكيين الأصليين و0.69% من الأمريكيين ذوي الأصول الآسيوية و0.01% من سكان جزر المحيط الهادئ و0.61% من الأعراق الأخرى و1.09% من عرقين مختلطين أو أكثر و1.43% من الهسبانيون أو اللاتينيون من أي عرق.
بلغ عدد الأسر 9,615 أسرة كانت نسبة 29.8% منها لديها أطفال تحت سن الثامنة عشر تعيش معهم، وبلغت نسبة الأزواج القاطنين مع بعضهم البعض 33% من أصل المجموع الكلي للأسر، ونسبة 22.3% من الأسر كان لديها معيلات من الإناث دون وجود شريك،  بينما كانت نسبة 4.7% من الأسر لديها معيلون من الذكور دون وجود شريكة وكانت نسبة 40% من غير العائلات. تألفت نسبة 35% من أصل جميع الأسر من عدة أفراد يعيشون في نفس المنزل ونسبة 13% كانت تتألف من شخص يعيش بمفرده يبلغ من العمر 65 عاماً أو أكثر. وبلغ متوسط حجم الأسرة المعيشية 2.33، أما متوسط حجم العائلات فبلغ 3.02.
بلغ العمر الوسطي للسكان 36.4 عاماً. وكانت نسبة 22.5% من القاطنين تحت سن الثامنة عشر، وكانت نسبة 13% بين الثامنة عشر والرابعة والعشرين عاماً، ونسبة 24% كانت واقعةً في الفئة العمرية ما بين الخامسة والعشرين والرابعة والأربعين عاماً، ونسبة 24.6% كانت ما بين الخامسة والأربعين والرابعة والستين، ونسبة 15.9% كانت ضمن فئة الخامسة والستين عاماً فما فوق. وتوزع التركيب الجنسي للسكان بنسبة 45.9% ذكور و54.1% إناث.

## أعلام
- تينيسي وليامز
- جيسي سبيت
- ليزلي فريزر
- جيم روبرتس
- جيمس توماس هاريسون
- أندي وود
- جيمس دارنيل
- روبرت إل بوغ
- جيمس ويتفيلد
- هنري أرمسترونغ